# Luciano José Joublanc Rivas
Luciano José Joublanc Rivas (* 21. Februar 1896 in Mexiko-Stadt; † 1959 in San Miguel de Allende) war ein mexikanischer Botschafter.

## Leben
Er war Mitglied des Ateneo de la Juventud Mexicana  und Redakteur der Zeitschrift La Falange, die ab 1922 von Jaime Torres Bodet und Bernardo Ortiz de Montellano  verlegt wurde. Er ließ sich in San Luis Potosí nieder und gründete und verlegte die Zeitschrift El Fifí. Dabei arbeitete mit der Tageszeitung La Razón zusammen. 1923 trat er in den auswärtigen Dienst. Er wurde als Schreibkraft besoldet, um den Gouverneur des Bundesstaates San Luis Potosí, Rafael Nieto Compéa auf einer vertraulichen Mission in das Vereinigte Königreich zu begleiten. Er war auch an den Botschaften in Guatemala-Stadt und Washington akkreditiert. 1928 war Rivas an der mexikanischen Botschaft in La Paz akkreditiert.
Aufgrund des Überfalls auf Polen 1939 verließ er Warschau nach Helsinki. Die diplomatischen Beziehungen zur Exilregierung in London wurden über den polnischen Gesandten in Mexiko-Stadt, Alexander Wiesiclowski, gepflegt. 1956 war Rivas in der Mission Mexikos bei der ständigen Vertretung der Vereinten Nationen in New York City.

## Werke
- De la hermandad. Verse in Zusammenarbeit mit Jesús Zavala García und Manuel Ramírez Arriaga, San Luis Potosí, SLP, Escuela Industrial Militar Benito Juárez, 1918.[3]

| Vorgänger                                   | Amt                                                                                                  | Nachfolger                                  |
| ------------------------------------------- | --- | ------------------------------------------- |
| Antonio Castro Leal                         | Mexikanischer Botschafter in Warschau 4. August 1933 bis 19. September 1939                          | José Maximiliano Alfonso de Rosenzweig Díaz |
| Alfredo Breceda Mercado                     | Mexikanischer Botschafter in Helsinki 12. August 1940 bis 2. Februar 1945                            | Francisco Javier Aguilar González           |
| Francisco Javier Aguilar González           | Mexikanischer Botschafter in Lissabon 30. April 1945 bis 15. November 1945                           | Enrique Gilberto Bosques Saldívar           |
| José Maximiliano Alfonso de Rosenzweig Díaz | Mexikanischer Botschafter in London bei der polnischen Exilregierung 24. Januar 1946 bis 1. Mai 1947 | Salvador R. Guzmán Esparza                  |
| Luis Sánchez Pontón                         | Mexikanischer Botschafter in Moskau 9. Mai 1947 bis 30. August 1949                                  | Germán L. Rennow Hay                        |